# Ткаченко Олександр Миколайович (футболіст, 1913)
Олекса́ндр Микола́йович Ткаче́нко (1913—1942) — радянський футболіст, працівник НКВС, гравець київського «Динамо», учасник футбольних матчів з німецькими окупантами 1942 року.

## Загальні відомості
Народився в Києві 1913 року. За словами його матері Ільїної Віри Костянтинівни (1896 року народження) носив її дошлюбне прізвище, оскільки був позашлюбною дитиною.
Працював шофером в гаражі НКВС, одночасно грав за клубну команду Динамо (Київ). Інформації про його матчі у складі «Динамо» обмаль.
З початком війни пішов на фронт у складі Червоної армії, потрапив у полон і був змушений повертатись до Києва.
У Києві влаштувався на роботу в поліцію, де працював слідчим при центральному районі поліції, а згодом потрапив на службу до київської філії німецького розвідувального підрозділу «Оріон». Офіційно працюючи на німецьку розвідку, пропонував кандидатури для вербування агентів. За версією дослідника історії київського «Динамо» В'ячеслава Сабалдиря був резидентом радянської розвідки і передавав цінну інформацію в Москву. На одному з допитів називали такі його прикмети — «вищий середнього зросту, широкоплечий, кругловидий, очі сірі, волосся русяве, носить зачіску під бокс, одягався чисто, костюми часто змінює, говорить голосно, тому по-вуличному його звали „Крикун“».
Під час німецької окупації проживав у центрі Києва (Рильський провулок).
Був учасником більшості футбольних матчів 1942 року у складі команди «Старт». Його прізвище зазначене на афіші серед гравців команди «Старт» у матчі з командою угорців 19 липня 1942 року. На афіші матчу 9 серпня 1942 року з командою «Flakelf» його прізвища нема, але він є на післяматчевій фотографії гравців обох команд 6 серпня.
З невідомих причин був заарештований німцями 18 серпня 1942 року, а 8 вересня 1942 року був застрелений при спробі втечі.

Команда «Старт» (у темних футболках) і «Флакельф» (у білих) перед першим матчем 6 серпня 1942 року (справа наліво): Гончаренко, Балакін, Сухарєв, Коротких, Клименко, Комаров, Трусевич, Тимофєєв. Сидять: Ткаченко, Путистін (без майки), Мельник, Чернега